# Elysejský palác
Elysejský palác (francouzsky Palais de l'Élysée) je palác v centru Paříže, nedaleko Avenue des Champs-Élysées, po které má svůj název.[zdroj?] Od roku 1873 je sídlem francouzských prezidentů. Soukromá rezidence prezidenta se nachází ve východním křídle budovy. Od 14. května 2017 zde sídlí prezident Emmanuel Macron.

## Historie
Palác byl vybudován v letech 1718-1722 podle plánů architekta Armanda Clauda Molleta. Krátce předtím koupil pozemek hrabě z Evreux, Henri-Louis de la Tour d'Auvergne. Po jeho smrti v roce 1753 získala palác od krále darem Jeanne-Antoinette Poisson, známá jako madame de Pompadour a nechala přestavět jeho interiéry. Zahrada byla zvětšena, vybavena sloupovím a podloubím a labyrintem. V té době byla Jeanne-Antoinette Poisson již několik let oficiální milenkou francouzského krále Ludvíka XV., kterému v roce 1764 svou rezidenci odkázala. Palác byl nyní v majetku Bourbonů a sloužil Ludvíkovi XV. nejprve k ubytování vyslanců a později jako výstavní prostor pro obrazy. V roce 1773 král prodal palác jednomu bankéři, ovšem jeho nástupce Ludvík XVI. jej v roce 1786 získal zpět a přenechal ho své sestřenici, Bathildě Orleánské, vévodkyni Bourbonské.
Za Velké francouzské revoluce byla vévodkyně v dubnu 1793 uvězněna a uvolněný palác sloužil jako sklad nábytku zabaveného emigrantům a zatčeným. Ačkoliv vévodkyně získala palác o čtyři roky zpět, odešla později do exilu do Španělska.

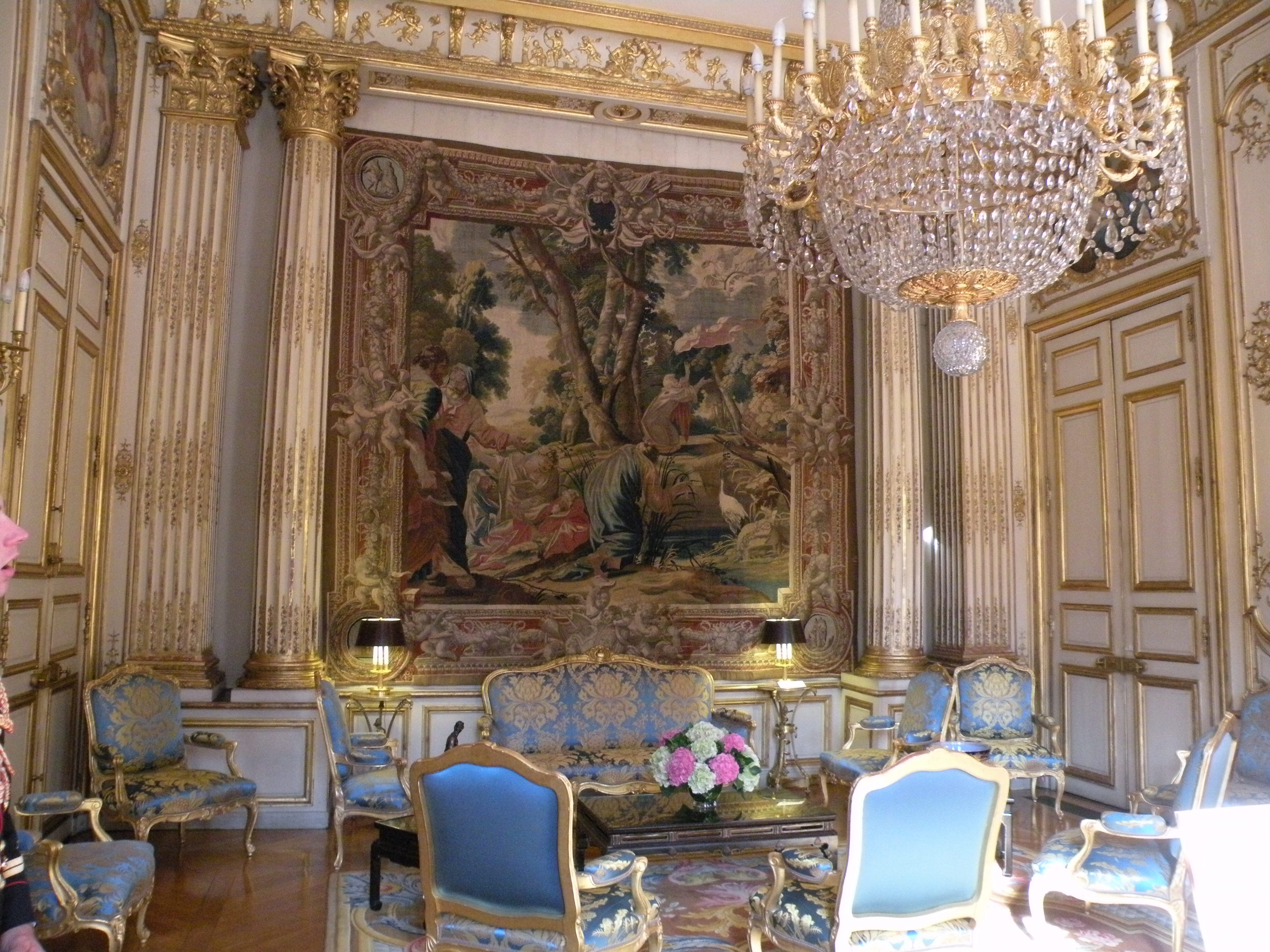
Salon Pompadour

V roce 1805 palác získal Joachim Murat, švagr Napoleona I. a nechal ho přestavět. Tak vznikl plesový sál, který slouží od dob prezidenta Georgese Pompidoua k zasedání francouzské vlády (rada ministrů). Když se stal v roce 1808 králem v Neapoli, převzal palác opět Napoleon I. pro svou manželku Joséphine.
V roce 1815 byl palác navrácen Bourbonům a vévodkyně jej vyměnila s králem Ludvíkem XVIII. za hôtel Matignon. Král roku 1816 předal Elysejský palác svému synovci Karlu Ferdinandovi, vévodovi z Berry a jeho manželce Marii Karolíně. Když vévoda o čtyři roky později zemřel, převzal palác opět král Ludvík Filip.
Francouzské Národní shromáždění prohlásilo palác v roce 1848 za sídlo budoucího prezidenta Druhé republiky. Sídlil zde prezident a posléze císař Napoleon III. Po vyhlášení Třetí republiky její první prezident Adolphe Thiers v paláci ještě trvale nesídlil, ovšem za jeho nástupce Mac-Mahona se od roku 1873 stal oficiálním sídlem francouzského prezidenta.